# الواقعية الجديدة (علاقات دولية)
الواقعية الجديدة (أو الواقعية البنيوية) هي نظرية في العلاقات الدولية تقول أن السلطة هي العامل الأكثر أهمية في العلاقات الدولية. ذكر ذلك مبدئياً كينيث والتز عام 1979 في كتابه نظرية السياسة الدولية. تعتبر الواقعية الجديدة والتحريرية الجديدة أكثر النهج المعاصرة تأثيراً في العلاقات الدولية وهيمنت وجهات النظر الاثنتين هذه على نظرية العلاقات الدولية في العقود الثلاثة الماضية. خرجت الواقعية الجديدة للنور من منهج أمريكا الشمالية في العلوم السياسية وأعادت صياغة تقاليد الواقعية الكلاسيكية لكلاً من إدوارد هاليت كار وهانز مورغنثاو وراينهولد نيبور. وكما هو الحال مع جميع النظريات فإن هناك العديد من الأشياء التي فشلت الواقعية الجديدة في توضيحها. في الحقيقة معظم أنواع سلوك الدولة وتقاعل الدولة لا يمكن أن تُعلل بشكل مفيد بواسطة نظرية والتز غير المكتملة.
الواقعية الجديدة تُقسم إلى واقعية جديدة دفاعية وواقعية جديدة هجومية .

## أصولها
الواقعية الجديدة هي انحراف إيديولوجي لما كتبه مورجينثاو عن الواقعية الكلاسيكية. شرحت الواقعية الكلاسيكية في الأصل مكائد السياسات الدولية بوصفها مرتكزة على الطبيعة البشرية، وبالتالي فإنها خاضعة لغرور وعواطف زعماء العالم. يعتبر مفكرو الواقعية الجديدة بدلًا من ذلك أن القيود الهيكلية -وليس الاستراتيجية أو الأنانية أو الدوافع- هي ما سيحدد السلوك في العلاقات الدولية. ميّز جون ميرشيمر فروقات هامة بين نسخته من الواقعية الجديدة الهجومية ونسخة مورجينثاو في كتابه الذي حمل عنوان «مأساة سياسات القوى العظمى».

## النظرية
تنص الواقعية الجديدة على أن طبيعة الهيكل الدولي تُحدد من خلال مبدئه الأساسي، وهو الفوضى، ومن خلال توزيع القدرات (التي تقاس بعدد القوى العظمى داخل النظام الدولي). يعتبر المبدأ الأساسي الفوضوي للهيكلية الدولية لا مركزيًا، ما يعني أنه لا توجد سلطة مركزية رسمية وكل الدول المستقلة متساوية رسميًا في هذا النظام. تعمل هذه الدول وفقًا لمنطق الأنانية، ما يعني أن الدول تبحث عن مصلحتها الخاصة ولن تجعل هذه المصلحة خاضعة لمصالح الدول الأخرى.
يُفترض أن ترغب الدول كحد أدنى بضمان بقائها إذ يُعد ذلك شرطًا أساسيًا لتحقيق الأهداف الأخرى. هذه القوة المحفزة للبقاء هي العامل الرئيسي الذي يؤثر على سلوكها ويضمن بدوره أن تطور الدول قدراتها العسكرية والهجومية من أجل التدخل الأجنبي وهو بمثابة وسيلة لزيادة قوتها النسبية. بسبب عدم قدرة الدول على الثقة بالنوايا المستقبلية للدول الأخرى، يوجد ضعف بالثقة بين هذه الدول يتطلب منها أن تكون مستعدة لمواجهة الخسائر النسبية للسلطة التي من الممكن أن تجعل الدول الأخرى تهدد بقاءها. يسمى هذا الافتقار إلى الثقة القائم على الشك بمعضلة الأمن.
تعتبر الدول متشابهة من ناحية الاحتياجات ولكن ليس من ناحية قدرتها على تحقيقها. يحدد وضع الدول من ناحية إمكاناتها توزيع القدرات. يحدّ التوزيع الهيكلي للقدرات من التعاون بين الدول بسبب المخاوف من المكاسب النسبية التي تحققها الدول الأخرى، واحتمالية الاعتمادية على الدول الأخرى. تقيد رغبة كل دولة وقدرتها النسبية على تعظيم القوة النسبية بعضها بعضًا مُسببةً «توازن قوى» وهو ما يعطي العلاقات الدولية شكلها. إلى جانب أنه يؤدي إلى «معضلة الأمن» التي تواجهها جميع الدول. توجد طريقتان توازن الدول القوة من خلالهما هما: التوازن الداخلي والتوازن الخارجي. يحدث التوازن الداخلي عندما تطور الدول قدراتها من خلال زيادة نموها الاقتصادي و/ أو زيادة إنفاقها العسكري. يحدث التوازن الخارجي عندما تدخل الدول في تحالفات لتختبر قوة الدول والتحالفات الأقوى منها.
يؤكد الواقعيون الجدد على أنه يوجد بشكل أساسي ثلاثة أنظمة محتملة تتبع للتغيرات في توزيع القدرات، وتُحدد من خلال عدد القوى العظمى داخل النظام الدولي. يحوي النظام أحادي القطب قوة عظمى وحيدة، ويحوي النظام ثنائي القطب قوتين عظمتين، ويحتوي النظام متعدد الأقطاب على أكثر من قوتين عظمتين. يرى الواقعيون الجدد أن النظام ثنائي القطب أكثر استقرارًا (أقل عرضة لحرب القوى العظمى والتغيير المنهجي) من النظام متعدد الأقطاب لأن التوازن يمكن أن يتحقق فقط من خلال تحقيق التوازن الداخلي إذ لا توجد أيّ قوى عظمى إضافية كي تُشكَّل تحالفات. توجد احتمالية أقل لحدوث تقديرات خاطئة بسبب وجود توازن داخلي فقط في النظام ثنائي الأقطاب -بدلًا من التوازن الخارجي- وبالتالي توجد احتمالية أقل لحرب القوى العظمى. وهذا هو المفهوم النظري والمبسط.

### الواقعية الدفاعية
أصبحت الواقعية البنيوية منقسمة إلى قسمين، واقعية هجومية وواقعية دفاعية، وذلك بعد نشر كتاب ميرشايمر الذي حمل عنوان «مأساة سياسات القوى العظمى» في عام 2001. تسمى صياغة والتز الأصلية للواقعية الجديدة أحيانًا بالواقعية الدفاعية، بينما يشار لتعديل ميرشيمر للنظرية بالواقعية الهجومية. يتفق كلا القسمين على أن بنيوية النظام هي ما يسبب تنافس الدول، لكن الواقعية الدفاعية تفترض أن معظم الدول تركز على الحفاظ على أمنها (أي تتخذ الدول الإجراءات الأمنية القصوى)، بينما تفترض الواقعية الهجومية أن جميع الدول تسعى للحصول على أكبر قدر ممكن من القوة (أي تتخذ الدول الإجراءات التي تعظّم قوتها).

### الواقعية الهجومية
تتباين الواقعية الهجومية التي طورها ميرشيمر من خلال كمية القوة التي ترغب بها الدول. يقترح ميرشيمر أن الدول تزيد قوتها النسبية في النهاية إلى الحد الأقصى بهدف الهيمنة الإقليمية.

## المناقشة العلمية

### في إطار الفكر الواقعي
بينما يتفق الواقعيون الجدد على أن بنية العلاقات الدولية هي الحافز الأساسي في السعي إلى الأمن، يوجد عدم اتفاق بين الباحثين من الواقعيين الجدد فيما إذا كانت الدول تهدف فقط إلى البقاء أم أنها تريد تعظيم قوتها النسبية. تمثل الأولى أفكار كينيث والتز، بينما تمثل الأخيرة أفكار جون ميرشمير والواقعية الهجومية. تتحدث النقاشات الأخرى عن مدى توازن الدول في مواجهة القوة (في نظرية والتز الأصلية عن الواقعية الجديدة أو الواقعية الكلاسيكية)، في مقابل مدى توازنها في مواجهة التهديدات (مثلما هو موضح في كتاب ستيفن والتز الذي يحمل عنوان «أصول التحالفات (1987)»، أو توازنها في مواجهة المصالح المتنافسة (مثلما هو موضح كتاب راندال شفيلير الذي يحمل عنوان «اختلالات التوازن القاتلة (1989)».

### في مدارس فكرية أخرى
استنتج الواقعيون الجدد أنه بسبب أن الحرب هي أحد تأثيرات البنية الفوضوية للنظام الدولي، فمن المرجح أنها ستستمر في المستقبل. في الواقع، يناقش الواقعيون الجدد غالبًا أن المبدأ الأساسي للنظام الدولي لم يتغير بشكل أساسي كثيرًا منذ زمن ثوسيديديس حتى بداية الحرب النووية. يرى خبراء آخرون أن الرأي الذي مفاده أن السلام الدائم لا يمكن أن يتحقق هو وجهة نظر تشاؤمية جدًا في العلاقات الدولية. أحد التحديات الرئيسية لنظرية الواقعيين الجدد هي نظرية السلام الديمقراطي والأبحاث الداعمة لها، مثل كتاب «نيفر أت وور». يجيب الواقعيون الجدد على هذا التحدي من خلال الجدال بأن واضعي نظرية السلام الديمقراطي يميلون إلى اختيار تعريف الديمقراطية بشكل يحقق النتائج الملموسة المرغوبة. على سبيل المثال، لا تعتبر ألمانيا في عهد القيصر فيلهلم الثاني، وجمهورية الدومينيكان في عهد خوان بوش، وتشيلي في عهد سيلفادور أليندي «ديمقراطية بشكل صحيح» ولا تعد الصراعات حروبًا وفقًا لهؤلاء المنظرين. وعلاوة على ذلك، يزعم هؤلاء أن العديد من الحروب بين الدول الديمقراطية لم يجرِ تجنبها إلا لأسباب مغايرة لتلك التي تغطيها نظرية السلام الديمقراطية. علاوة على ذلك، يزعمون أنه جرى تجنب العديد من الحروب بين الدول الديمقراطية من خلال أسباب مختلفة عمّا تنص عليه نظرية السلام الدائم.
يرى المؤيدون لنظرية السلام الديمقراطية أن انتشار الديمقراطية يساعد في تخفيف تأثيرات الفوضى. مع وجود ديمقراطية كافية في العالم، يعتقد بروس روسيت أنه «من الممكن جزئيًا استبدال المبادئ الواقعية (الفوضى، ومعضلة الأمن للدول) التي سيطرت على ممارستها منذ القرن السابع عشر على الأقل. يعتقد جون مولر أن ظروفًا أخرى وليس نشر الديمقراطية هو ما يحقق السلام والديمقراطية (القوة مثلًا). يشير كينيث والتز، متفقًا مع نقاش مولر، إلى أن «بعض الدول الديمقراطية الكبرى -بريطانيا في القرن التاسع عشر والولايات المتحدة في القرن العشرين- كانت من بين أقوى الدول في عصورها».
أحد أبرز المدارس المتنافسة مع أفكار الواقعيين الجدد -بصرف النظر عن الليبرالية الجديدة- هي المدرسة البنائية التي يلاحَظ غالبًا أنها لا تتفق مع تركيز الواقعيين الجدد على القوة وتؤكد بدلًا من ذلك على التركيز على الأفكار والهوية باعتبارها نقطة توضيحية لمجريات العلاقات الدولية. في الآونة الأخيرة، دمجت مدرسة فكرية تدعى المدرسة الإنجليزية بين تقاليد الواقعية الجديدة والأسلوب البنائي في تحليل الأعراف الاجتماعية لتوفير مجال تحليل متزايد للعلاقات الدولية.